# Take the Box
„Take the Box” – drugi singel piosenkarki soulowej Amy Winehouse. Utwór pochodzi z jej debiutanckiego albumu Frank. Wydany został 12 stycznia 2004 i zdobył największą popularność z tej płyty, docierając do #57 miejsca UK Singles Chart.

## Lista utworów
CD singiel
1. „Take the Box”
2. „'Round Midnight”
3. „Stronger than Me” (Live)

## Pozycje na listach
| Lista (2004)     | Pozycja |
| ---------------- | ------- |
| UK Singles Chart | 57      |